# Herman Lehlbach
Herman Lehlbach (ur. 3 lipca 1845 w Heiligkreuzsteinach w Wielkim Księstwie Badenii, zm. 11 stycznia 1904 w Newark) – amerykański polityk, członek Partii Republikańskiej.

## Działalność polityczna
W 1851 przybył do Stanów Zjednoczonych. Od 1884 zasiadał w New Jersey General Assembly. Następnie w okresie od 4 marca 1885 do 3 marca 1891 przez trzy kadencje był przedstawicielem 6. okręgu wyborczego w stanie New Jersey w Izbie Reprezentantów Stanów Zjednoczonych.
Jego bratankiem był Frederick R. Lehlbach.